# 塞尔瓦托斯德拉库埃萨
塞尔瓦托斯德拉库埃萨，是西班牙卡斯蒂利亚-莱昂帕伦西亚省的一个市镇。 总面积72平方公里，总人口365人（2001年），人口密度5人/平方公里。